# Bill Jesko
William Joseph Jesko, detto Bill (Pittsburgh, 24 dicembre 1915 – Whitehall, 21 ottobre 1961), è stato un cestista e allenatore di pallacanestro statunitense, professionista nella NBL.

## Carriera
Giocò per due stagioni nella NBL, disputando 34 partite con 5,7 punti di media.